# Viktoria Žižkov
O FK Viktoria Žižkov é uma equipe de futebol da região de Žižkov, na cidade de Praga, na República Tcheca. Foi fundado em 1919. Suas cores são vermelho e branco. Em 1952, o clube se fundiu com o Avia Čakovice, formando o TJ Slavoj Žižkov.
Disputa suas partidas no FK Viktoria Stadion, em Praga, que tem capacidade para 4.600 espectadores.
A equipe compete atualmente na primeira divisão do Campeonato Tcheco, onde obteve como melhores participações o terceiro lugar nas temporadas 2001/02 e 2002/03 . O principal título do clube foi o Campeonato Tchecoslovaco na temporada 1927/28. Também foi vice-campeão em 1928/29, ficando atrás do Slavia Praga. Foi sua época áurea, quando disputava o título do campeonato nacional contra os grandes clubes do país.
Já na Copa da República Tcheca, o clube foi campeão em duas oportunidades: na primeira edição do torneio após o rompimento da Tchecoslováquia, em 1994 (batendo o grande Sparta Praga na final nos pênaltis, após empate por 2 a 2), e 2001 (batendo novamente o Sparta, agora vencendo por 2 a 1 na prorrogação). Em 1995, foi vice-campeão, perdendo pro Hradec Králové nos pênaltis.
Também nas copas nacionais, venceu a Copa da Boêmia em 7 oportunidades: Em 1913 (2 a 0 contra o Slavia Praga), em 1914 (1 a 0 novamente contra o Slavia), em 1916 (3 a 0 contra o Sparta Praga), em 1921 (3 a 0 contra o Sparta Praga), em 1929 (3 a 1 contra o SK Líben), em 1933 (2 a 1 contra o Sparta Praga) e em 1940 (5 a 3, novamente contra o Sparta). Foi vice em 1912 (perdendo para o Slavia), e em 1919 e 1920 (ambas perdendo para o Sparta).
Nas competições européias, nunca fez uma campanha de muito destaque. Seu maior feito foi ter eliminado o Glasgow Rangers, da Escócia, na temporada 2002/03 da Copa da UEFA. Na segunda fase, foi eliminado pelo Betis, da Espanha.

## Nomes
- 1903 - Sportovni kroužek Viktoria Žižkov
- 1904 - SK Viktoria Žižkov (Sportovní klub Viktoria Žižkov)
- 1950 - Sokol Viktoria Žižkov
- 1951 - Sokol ČSAD Žižkov
- 1952 - TJ Slavoj Žižkov
- 1965 - TJ Viktoria Žižkov (Tělovýchovná jednota Viktoria Žižkov)
- 1973 - TJ Viktoria Žižkov Strojimport (Tělovýchovná jednota Viktoria Žižkov Strojimport)
- 1982 - TJ Viktoria Žižkov PSO (Tělovýchovná jednota Viktoria Žižkov PSO)
- 1992 - FK Viktoria Žižkov (Fotbalový klub Viktoria Žižkov)

## Títulos
- 1 Campeonato Nacional:
  - Campeonato Tchecoslovaco: 1 (1928).

- 9 Copas Nacionais:
  - Copa da Tchéquia: 2 (1994, 2001);
  - Copa da Boêmia: 7 (1913, 1914, 1916, 1921, 1929, 1933, 1940).